# Charlotte Stapenhorst
Charlotte „Stapy“ Stapenhorst (* 15. Juni 1995 in Berlin) ist eine deutsche Hockey-Nationalspielerin.

## Leben
Charlotte Stapenhorst begann bei den Zehlendorfer Wespen mit dem Hockeyspiel. 2010 war sie als B-Jugendliche mit den Zehlendorfer Wespen deutsche A-Jugendmeisterin und wurde als beste Stürmerin der Meisterschafts-Endrunde ausgezeichnet. Später spielte sie für TuS Lichterfelde Berlin. Nach dem Abitur wechselte sie zum Architekturstudium nach Hamburg. Mit dem Uhlenhorster HC gewann sie 2015, 2016 und 2017 den deutschen Meistertitel auf dem Feld sowie 2017 in der Halle. Im Juli 2021 wechselte sie zurück zu ihrem Heimatverein Zehlendorfer Wespen.
Bei den Olympischen Spielen 2016 in Rio de Janeiro gewann Charlotte Stapenhorst mit der deutschen Mannschaft das Spiel um die Bronzemedaille gegen Neuseeland. Für den Gewinn der Bronzemedaille erhielten sie und die deutsche Hockey-Olympiamannschaft am 1. November 2016 das Silberne Lorbeerblatt. 2021 erreichte  sie mit der deutschen Mannschaft den zweiten Platz hinter den Niederländerinnen bei der Europameisterschaft in Amsterdam. Bei den Olympischen Spielen in Tokio belegte die deutsche Mannschaft den zweiten Platz in der Vorrunde. Im Viertelfinale schieden die Deutschen mit 0:3 gegen die Argentinierinnen aus. 2022 belegte Stapenhorst mit der deutschen Mannschaft den vierten Platz bei der Weltmeisterschaft. Im Jahr darauf wurde die Mannschaft Dritte bei der Europameisterschaft in Mönchengladbach. Bei den Olympischen Spielen 2024 in Paris belegte Stapenhorst mit der deutschen Mannschaft in der Vorrunde den dritten Platz. Im Viertelfinale unterlagen die Deutschen den Argentinierinnen im Shootout.
Insgesamt absolvierte sie bislang 169 Länderspiele in der A-Nationalmannschaft.